# عنکبوت‌واران
عنکبوت‌واران (نام علمی: Araneoidea) نام یک بالاخانواده از series درست‌مادینه است.